# قمر مشتری (فیلم)
قمر مشتری (انگلیسی: Jupiter's Moon) فیلمی درام به کارگردانی کورنل موندروتسو که در سال ۲۰۱۷ اکران می‌شود.
این فیلم برای رقابت در بخش نخل طلا هفتادمین جشنواره فیلم کن انتخاب شده است.

## خلاصه داستان
فیلم در مورد مهاجر جوانی است که هنگام عبور غیرقانونی از مرز مورد اصابت گلوله قرار می‌گیرد. او به اردوگاه پناهندگان می‌رود و متوجه می‌شود که انگار قدرتی ماورایی پیدا کرده است.

## بازیگران
- مراب نینیدزه
- جرج چرهالمی
- مونیکا بالشایی